# Gandia TV
Gandia Televisió va ser una televisió pública local de la ciutat de Gandia, depenent de l'Ajuntament.
Gandia TV fou una de les televisions locals més antigues del País Valencià. Va ser creada el 1986 com a Televisió de Gandia (TVG), la qual va ser substituïda el 1987 per Telesafor (TLS), a la qual va substituir Canal 5 Safor l'any 1988. L'any 1989 el canal va ser, de nou, reanomenat com a Tossal Visió, emetent algunes emissions esporàdiques en moments importants. L'any 1993 va ser reanomenat com a la nova Tele Safor. Finalment, l'any 1998 el canal adoptà el nom de Gandia Televisió.
El 2010, i malgrat que l'apagada analògica es va produir a La Safor el gener, Gandia Televisió va continuar emetent en analògic, mentre optava a una llicència en el concurs ja convocat per als nous canals de TDT a la comarca. L'octubre de 2010, pocs dies després de l'inici de les emissions per TDT, el govern municipal de Gandia va ser amenaçat amb sancions per la Conselleria de Justícia i Administracions Públiques de la Generalitat Valenciana, que reclamava l'aturada de les emissions fins que no s'hagués obtingut la llicència corresponent. L'alcalde, José Manuel Orengo, va decidir malgrat tot de continuar informant els veïns de la comarca mitjançant aquesta televisió pública.
L'ajuntament de Gandia, conjuntament amb els de Tavernes de la Valldigna i Oliva, havia promocionat des de feia temps un projecte per agilitar els tràmits per l'obtenció d'una llicència d'emissió per TDT, que implicaria la creació d'un nou canal comarcal, Telesafor. Malgrat això, la Generalitat Valenciana no va atorgar a aquesta televisió la llicència d'emissió en TDT, fet que va provocar que el novembre de 2010 la Unió de Periodistes Valencians emetés un comunicat de suport als treballadors de Gandia TV, que es troben en una situació laboral incerta com a conseqüència d'aquesta manca de llicència. El dilluns 4 de juliol de 2011, poques setmanes després que Arturo Torró (PP) fos elegit alcalde de Gandia, i sense previ avís, el senyal de TDT de Gandia Televisió va ser tallat de vesprada, al·legant un cessament temporal de les emissions per retallades de pressupost i la il·legalitat de les emissions.
En aquell moment, el senyal de TDT que s'emetia al canal de Gandia TV va ser substituït pel de TeleSafor.com (diferent a Telesafor, abans coneguda com a Tele 7 Safor), un canal de recent creació que, a partir del 2012 va començar a reemetre el senyal de BBC World News. Des de 2013 en aquest canal s'emet Comarques Centrals Televisió (TV Comarcal Safor).
L'abril de 2012, el mobiliari i equipament tècnic de Gandia TV va ser retirat del centre de producció situat a l'Alqueria de Laborde. El material de l'antiga televisió pública va ser retirat per furgonetes de dos televisions privades de la comarca: TeleSafor.com i Tele 7 Safor, esta última amb relació directa amb l'alcalde popular de Gandia Arturo Torró. El material es va retornar a l'ajuntament de Gandia al setembre del 2012 ja que era de 4:3 i obsolet.